# Pentias namikawai
Pentias namikawai är en kräftdjursart som beskrevs av Nunomura 2006. Pentias namikawai ingår i släktet Pentias och familjen tånglöss. Inga underarter finns listade i Catalogue of Life.